# День работников нефтяной, газовой и топливной промышленности
«День работников нефтяной и газовой промышленности» — профессиональный праздник тружеников нефтяной и газовой промышленности, который отмечается каждый год в первое воскресенье сентября.
День работников нефтяной и газовой промышленности отмечается ежегодно в первое воскресенье сентября согласно указу Президиума Верховного Совета СССР "Об установлении ежегодного праздника «Всесоюзного Дня работников нефтяной и газовой промышленности» от 28 августа 1965 года.
Празднование профессионального праздника было закреплено Указом Президиума Верховного Совета СССР от 1 октября 1980 года «О праздничных и памятных днях».
История этого профессионального праздника начинается 1 октября 1980 года, когда Президиум Верховного Совета Союза Советских Социалистических Республик издал Указ N 3018-Х «О праздничных и памятных днях», который, в числе прочего, предписывал учредить в СССР «День работников нефтяной и газовой промышленности» и отмечать его в первое воскресенье сентября. 1 ноября 1988 года ВС СССР издал ещё один Указ Президиума ВС СССР от 1 ноября 1988 г. N 9724-XI «О внесении изменений в законодательство СССР о праздничных и памятных днях», однако внесённые изменения никак не коснулись данного праздника.
В то время, являясь административными единицами СССР все Советские Социалистические Республики отмечали «День работников нефтяной и газовой промышленности» вместе, но после перестройки и распада Советского Союза ситуация изменилась. Обретя независимость, некоторые постсоветские республики перенесли этот праздник на другой день, некоторые изменили его название, а некоторые и вовсе его упразднили. Однако, были и такие, кто стремился сохранить лучшие традиции заложенные во времена правления КПСС. Благодаря этому, в настоящее время, «День работников нефтяной и газовой промышленности» в первое воскресенье сентября вместе с Российской Федерацией отмечают также Армения, Республика Молдова, Казахстан, Белоруссия и Киргизия.

В 2008 году президент России Дмитрий Анатольевич Медведев, поздравляя работников этих отраслей экономики с их профессиональным праздником, сказал следующее:

«Сегодня для каждой страны устойчивое и надежное снабжение энергоресурсами приобретает исключительное значение. И наша цель — сделать все возможное, чтобы Россия оставалась среди лидеров в области добычи и переработки углеводородного сырья… Уверен, что ваша ответственность, знание дела и богатый профессиональный опыт будут и впредь способствовать укреплению позиций российской нефтегазовой промышленности на мировом рынке… Нефтегазовая отрасль по праву считается одним из крупнейших и динамично растущих секторов отечественной экономики. Её эффективная работа во многом определяет жизнеобеспечение нашего государства»

Схожие заявления, приуроченные к этому празднику, ежегодно делают и представители высших эшелонов власти Армении, Белоруссии и Киргизии. В нефтяной, газовой и топливной промышленности перечисленных республик трудятся сотни тысяч человек и их роль в экономике этих стран сложно переоценить.